# San Salvador (Valladolid)

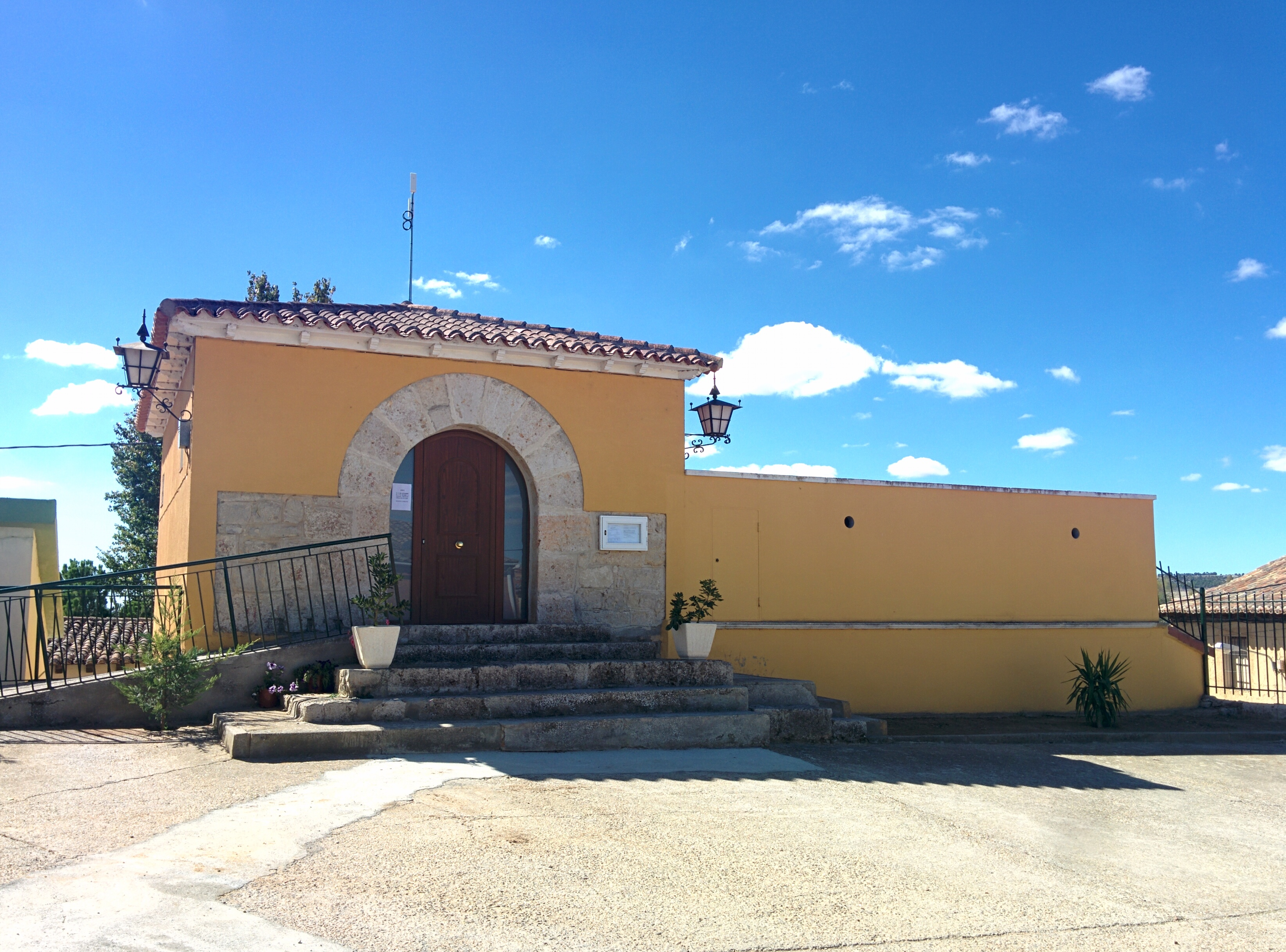
Casa consistorial.

San Salvador es un municipio de la provincia de Valladolid, Castilla y León, España. También llamado San Salvador de Hornija.

## Historia

### sigloXIX
Así se describe a San Salvador en la página 710 del tomo XIII del Diccionario geográfico-estadístico-histórico de España y sus posesiones de Ultramar, obra impulsada por Pascual Madoz a mediados del siglo XIX:

SALVADOR (SAN)

Lugar con ayuntamiento en la provincia, audiencia territorial y capitanía general de Valladolid (5 1/2 leguas), partido judicial de Mota del Marqués (5/4), diócesis de Palencia (12).
Situado en la parte más pantanosa del valle de Torrelobatón, a la margen meridional del río Hornija; su clima es propenso a reumas, fiebres intermitentes y catarrales.
Tiene 50 casas; la consistorial; escuela de instrucción primaria, frecuentada por 20 alumnos, dotada con la de reglamento; un pozo público de no muy buenas aguas, con su pilón para abrevar los ganados; una iglesia parroquial servida por 2 beneficiados, de los cuales el uno, por nombramiento del diocesano, ejerce la cura de almas.
El término, que deslindado es propio de la villa de Torrelobatón y demás pueblos que con este componen su tierra, confina con los de Adalia, Villasexmir, Gallegos y Bercero; dentro de él se encuentran varias fuentes de buenas aguas.
El terreno, fertilizado por el Hornija, es de bastante miga, fuerte y de buena calidad.
Caminos: los que dirigen a los pueblos limítrofes.
Producciones: trigo, cebada, legumbres, zumaque y buenos pastos, con los que se mantiene ganado mular y vacuno.
Industria: la agrícola, un molino harinero y dos paradas con sus correspondientes garañones y caballos padres; algunos vecinos se dedican a trabajar de palería para abrir zanjas y acequias en los pueblos circunvencinos.
Población: 36 vecinos, 144 almas.

Capital productivo: 368.870 reales. Imponible: 36.887. Contribución: 6.605 reales 24 maravedíes.

## Geografía humana

### Demografía
Cuenta con una población de 23 habitantes (INE 2024).
| Gráfica de evolución demográfica de San Salvador entre 1842 y 2021                                                    |
| |
| Población de derecho según los censos de población del INE. Población de hecho según los censos de población del INE. |